# 제51회 카를로비바리 국제 영화제
제51회 카를로비바리 국제 영화제는 2016년 7월 1일에 열린 시상식이다.

## 수상 및 후보

### 심사위원특별상(장편)
- 주올로지 - 이반 I. 트베르도프스키 수상

### 감독상(장편)
- 나이트 라이프 - 데미안 코졸레 수상

### 여우주연상(장편)
- 잇츠 낫 더 타임 오브 마이 라이프 - 사볼치 하이두 수상

### 남우주연상(장편)
- 더 티처 - 얀 흐르베이크 수상

### 심사위원특별언급(장편)
- 더 울프 프롬 로얄 빈야드 스트릿 - 얀 네메치 수상
- 바이 더 레일스 - 카탈린 미튤레스쿠 수상

### 다큐멘터리상
- 러브 트루 - 엘머 하렐 수상

### 심사위원특별언급(다큐멘터리)
- 아마-산 - 클라우디아 바레장 수상

### East of the West부문(장편)
- 하우스 오브 아더스 - 루수단 글루르지즈 수상

### East of the West부문(심사위원특별상)
- 더 데이 댓 콘퓨즈드 - 트린 루멧 수상

### 관객상
- 캡틴 판타스틱 - 맷 로스 수상

### 유럽영화상
- 오리지날 블리스 - 스벤 타딕켄 수상

### 에큐메니칼 심사위원상
- 오리지날 블리스 - 스벤 타딕켄 수상

### 에큐메니칼 심사위원상 - 특별언급
- 더 컨페션스 - 로베르토 안도 수상

### FEDEORA 특별언급상
- 콜렉터 - 알렉세이 크라소브스키 수상

### 카를로비바리 상
- 지리나 보다로바 수상
- 찰리 카우프만 수상

### 공식부문-경쟁
- 바이 더 레일스 - 카탈린 미튤레스쿠
- 더 컨페션스 - 로베르토 안도
- 잇츠 낫 더 타임 오브 마이 라이프 - 사볼치 하이두
- My Father's Wings - Kıvanc Sezer
- 더 넥스트 스킨 - 이사키 라쿠에스타 외 1명
- 나이트 라이프 - 데미안 코졸레
- 오리지날 블리스 - 스벤 타딕켄
- 더 티처 - 얀 흐르베이크
- Waves - 그제고즈 자리츠니
- We're Still Together - Jesse Klein
- 더 울프 프롬 로얄 빈야드 스트릿 - 얀 네메치
- 주올로지 - 이반 I. 트베르도프스키

### 프록시마 경쟁
- Brotherhood - 페페 디옥노
- 컴플리트 언노운 - 조슈아 마스턴
- A Date for Mad Mary - 다렌 쏜톤
- 더 이글 헌트리스 - 오토 벨
- 스위스 아미 맨 - 다니엘 콴

### 오픈아이즈부문
- 콜렉터 - 알렉세이 크라소브스키
- 더 데이 댓 콘퓨즈드 - 트린 루멧
- Double - Catrinel Danaiata
- Home Sweet Home - Faton Bajraktari
- 하우스 오브 아더스 - 루수단 글루르지즈
- 휴스턴, 위 해브 어 프라블럼! - 지가 비크
- Kamper - Lukasz Grzegorzek
- Kills on Wheels - 아틸라 틸
- The Noonday Witch - Jiri Sadek
- The Spy and the Poet - 투마스 후사르
- Together For Ever - 리나 루지테
- Verge - Ayhan Salar

### 수평선부문
- 올 디즈 슬립리스 나이츠 - 미할 마르차크
- 아마-산 - 클라우디아 바레장
- Close Relations - 비탈리 만스키
- FC Roma - Tomas Bojar
- The Last Summer - Leire Apellaniz
- 러브 트루 - 엘머 하렐
- Normal Autistic Film - 미로슬라브 자넥
- On Call - 앨리스 디옵
- Solar - 마누엘 아브라모비치
- 타워 - 케이스 메이트란드
- Transit Havana - Daniel Abma
- Whose Country? - Mohamed Siam

### 독립영화 포럼부문- 알란 루돌프 헌정
- 올 아이즈 앤 이어즈 - 바네사 호프
- 아쿠아리우스 - 클레버 멘돈사 필로
- 비스트 오브 노 네이션 - 캐리 후쿠나가
- 벨기카 - 펠릭스 반 그뢰닝엔
- 베아트리체 없는 보리스 - 드니 코테
- 캡틴 판타스틱 - 맷 로스
- 사랑의 법정 - 크리스티앙 벵상
- 돈 비 배드 - 클라우디오 칼리가리
- 요셉의 아들 - 유진 그린
- 파이어 앳 시 - 잔프란코 로시
- 프렌지 - 예민 엘퍼
- 어 굿 와이프 - 미르야나 카라노비치
- 바칼로레아 - 크리스티안 문주
- 아가씨 - 박찬욱
- 단지 세상의 끝 - 자비에 돌란
- 줄리에타 - 페드로 알모도바르
- 더 랜드 오브 디 엔라이튼드 - 피에터-잔 드 푸에
- 라이프, 애니메이티드 - 로저 로스 윌리엄스
- 리틀 맨 - 아이라 잭스
- 마 로사 - 브리얀테 멘도사
- 온 디 아더 사이드 - 즈린코 오그레스타
- 패터슨 - 짐 자무쉬
- 라빈의 마지막 날 - 아모스 지타이
- 새티스팩션 1720 - 헨리크 루벤 겐즈
- 슬랙 베이 - 브루노 뒤몽
- Sweet Dreams - 마르코 벨로치오
- 토니 어드만 - 마렌 아데
- 유나이티드 스테이츠 오브 러브 - 토마스 바실레프스키

### Inventura FF 부문
- Aaaaaaaah! - 스티브 오램
- 내가 눈을 뜨기도 전에 - 레일라 부지
- 데쓰 바이 데쓰 - 하비에르 세론
- 더 데몬스 - 필리프 르사주
- 더 핏츠 - 안나 로즈 홀머
- 4등 - 정지우
- 멜로우 머드 - 레나스 빔바
- 네온 불 - 가브리엘 마스카로
- 스냅 - 콩데이 자투라나사미
- 데이 콜 미 지그 로봇 - 가브리엘 마이네티

### 프라하 단편영화제 부문
- 블러드 파더 - 장-프랑소와 리셰
- 본 토마호크 - S.크레이그 찰러
- 더 그래지 스트랭글러 - 짐 호스킹
- 아이 엠 어 히어로 - 사토 신스케
- 세탁소 기담 - 리 청
- 악몽 - 아키즈

### 벨기에 영화 초점
- Flea - Vanessa Caswill
- 더 치키닝 - 닉 덴보어 외 1명
- 제이 파미 레스 호메스 - 제노 그래톤
- 레샤이 - 파벨 스컵
- 리슨 - 하미 라메잔 외 1명
- 피플 아 스트레인지 - 줄리앙 하라드

### 신작부문 - 유망작
- 얼로이즈 - 토비아스 놀레
- 바라쉬의 첫사랑 - 미셀 비닉
- 소통과 거짓말 - 이승원
- 디바인스 - 우다 베니야미나
- 엑사일 - 리티 판
- 더 퍼스트, 더 라스트 - 보리 라네스
- Galloping Mind - 빔 반데케이버스
- 올리 마키의 가장 행복한 날 - 유호 쿠오스마넨
- 아일랜드 시티 - 루치카 오베로이
- 카일리 블루스 - 비간
- 란투어리 - 레자 도르미시안
- 로스트 앤 뷰티풀 - 피에트로 마르첼로
- 어 룰라바이 투 더 소로우풀 미스터리 - 라브 디아스
- 더 루어 - 아그네즈카 스모친스카
- Mimosas - 올리버 라세
- 마더랜드 - 세넴 튀젠
- One Week and a Day - 아사프 폴론스키
- 오스큐로 애니멀 - 펠리페 게레로
- 샌드 스톰 - 일리트 젝세르
- 더 스튜던트 - 키릴 세레브렌니코프
- Tramontane - 배시 볼고어지언
- 지하의 향기 - 펑페이
- Wolf and Sheep - 샤르바누 사다트
- 유 윌 네버 비 얼론 - 알렉스 앤완터

### 유럽 영화 아카데미 30년
- 어메이징 캣피시 - 클라우디아 세인트-루스
- Borde - Victoria Franco
- 포고 - 유레네 올라이졸라
- 킹스 오브 노웨어 - 베차베 가르시아
- 더 플레저 이즈 마인 - 엘리사 밀러
- 세마나 산타 - 알레한드라 마르케즈 아벨라
- 템페스태드 - 타티아나 후에조
- Through the Eyes - Victoria Franco
- You'll Know What to Do with Me - Katina Medina Mora

### 버라이어티지 선정 유럽 감독 10선
- 앤트로포이드 - 숀 엘리스
- 카페 소사이어티 - 우디 앨런
- 귀 - 카렐 카치나
- Lucie: The Story of a Rock Band - David Sis
- Wasteland - Ivan Zacharias

### Out of the Past
- 무언가 다른 것 - 베라 치틸로바
- 한밤의 차임벨 - 오손 웰즈
- 더 라스트 우먼 - 마르코 페레리
- 벌어진 입 - 모리스 피알라
- 오 럭키 맨! - 린지 앤더슨
- Romance for the Bugle - Otakar Vavra
- 선 인 어 네트 - 스테판 우서

### 보더라인 필름: 최초 10년
- 블루 벨벳 - 데이빗 린치
- 헬무트 베르거, 액터 - 안드레아 호바스
- 우주 끝으로의 여행 - 인드리치 폴락
- 인터밋 라이팅 - 이반 패저
- The Party and the Guests - 얀 네메치
- 로코와 그의 형제들 - 루치노 비스콘티
- Such Is Life - Carl Junghans
- This Year in September - Frantisek Daniel

### 체코 영화
- 오후 - 차이밍량
- 벤딩 투 어스 - 로사 바바
- 팀 홀튼의 머리를 가져와라 - 가이 매딘 외 2명
- Falling Frames - Johannes Langkamp
- 호모 사피엔스 - 니콜라우스 가이어할터
- In, Over and Out - 제바스티안 브라메스후버
- 인벤션 - 마크 루이스
- 램페두사 - 피터 슈라이너
- 실명에 관한 노트 - 피트 미들턴 외 1명
- Sfumato - 크리스토프 비손
- 하늘은 흔들리고 - 벤 리버스
- There Is a Happy Land Further Awaay - 벤 리버스
- 빈티지 프린트 - 지그프리트 A. 프루하우
- 5 October - Martin Kollar

### 레바논 영화
- Blue Shadows - 빅토르 타우스
- Courage - 파벨 스팅글
- Doomed Beauty - 헬레나 트레슈티코바
- 에바 노바 - 마르코 스코프
- 패밀리 필름 - 올모 오메르주
- I, Mattoni - Honeymoon in Vienna - 마렉 나이브르트
- 인 유어 드림스! - 페트르 오크로펙
- 아이, 올가 헤프나로바 - 페트르 카즈다
- 로스트 인 무니치 - 피터 젤렌카
- 더 타이거 띠어리 - 라덱 바이가르
- 태양 아래 - 비탈리 만스키
- 위 아 네버 얼론 - 페트르 바츨라프

### 제리 샤츠버그 헌정
- 애드바이즈 앤 컨센트 - 오토 프레밍거
- 살인의 해부 - 오토 프레밍거
- 슬픔이여 안녕 - 오토 프레밍거
- 영광의 탈출 - 오토 프레밍거
- 로라 - 오토 프레밍거
- 황금팔을 가진 사나이 - 오토 프레밍거
- 푸른 달 - 오토 프레밍거
- Preminger: Anatomy of a Filmmaker - 오토 프레밍거

### 피플 넥스트 도어
- Diorama - Clemens Pichler
- Elephant Skin - Rebecca Figenschau
- Father - 다빗 피르츠할라바
- 플로 데 밀 꼴로레스 - 카렌 바즈케즈 과다라마
- Forest of Echoes - 마리아 루스 올리바흐 카펠르
- 프란시스 - 아메드 압둘라히
- Julian - Julia Furer
- 어 나이트 인 토코리키 - 록산느 스트로에
- 더 테넌츠 - 클라라 코찬스카
- 투어리즘! - 톤씨 가씨나

### 메이드 인 텍사스
- 부정적으로 생각하기 - 바르드 브레이엔
- 아스타 라 비스타 - 제프리 엔트호벤
- 귀향 - 할 애쉬비
- 언터처블: 1%의 우정 - 올리비에르 나카체
- 머더볼 - 헨리 알렉스 루빈 외 1명
- 런 이프 유 캔 - 디트리히 브뤼게만